# راچکی (استان پودلاسکی)
راچکی (به لهستانی:  Raczki) یک روستا در لهستان است که در گمینا راچکی واقع شده‌است. راچکی ۲٬۱۰۰ نفر جمعیت دارد.